# Manuel Pérez Treviño
Manuel Pérez Treviño (Villa Guerrero, Coahuila; 5 de junio de 1890-Nueva Rosita, Coahuila; 29 de abril de 1945) fue un militar, político, diplomático mexicano. Fue un importante personaje y líder durante y después de la Revolución mexicana.

## Primeros años y vida familiar
Pérez Treviño nació el 5 de junio de 1890, hijo de Jesús Pérez Rodríguez y Candelaria Treviño Rivera en Villa de Guerrero en el estado de Coahuila . Estuvo casado con Esther González Pemoulié. La instrucción primaria la realizó en su lugar natal y en Piedras Negras. En el Ateneo Fuente cursó la secundaria y el bachillerato. Estudió la carrera de ingeniería en la Ciudad de México. En 1913, después de estudiar ingeniería en la Ciudad de México, se unió a la Revolución Mexicana como segundo capitán en una unidad de artillería. Después de la Revolución, fue miembro fundador del Partido Nacional Revolucionario en 1929.

## Revolución Constitucionalista y Revolución Mexicana

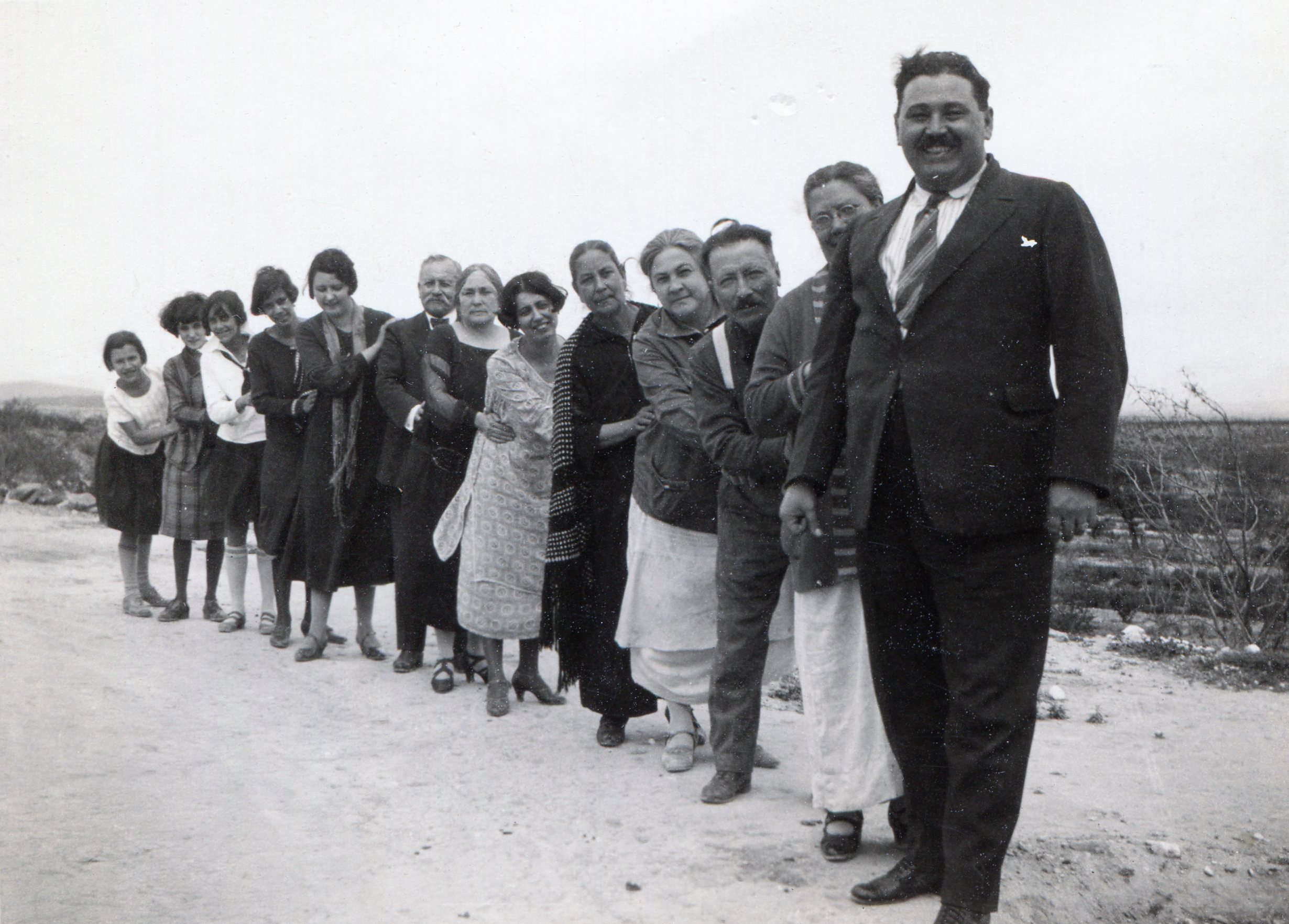
El primero en la fila, Gral. Manuel Pérez Treviño

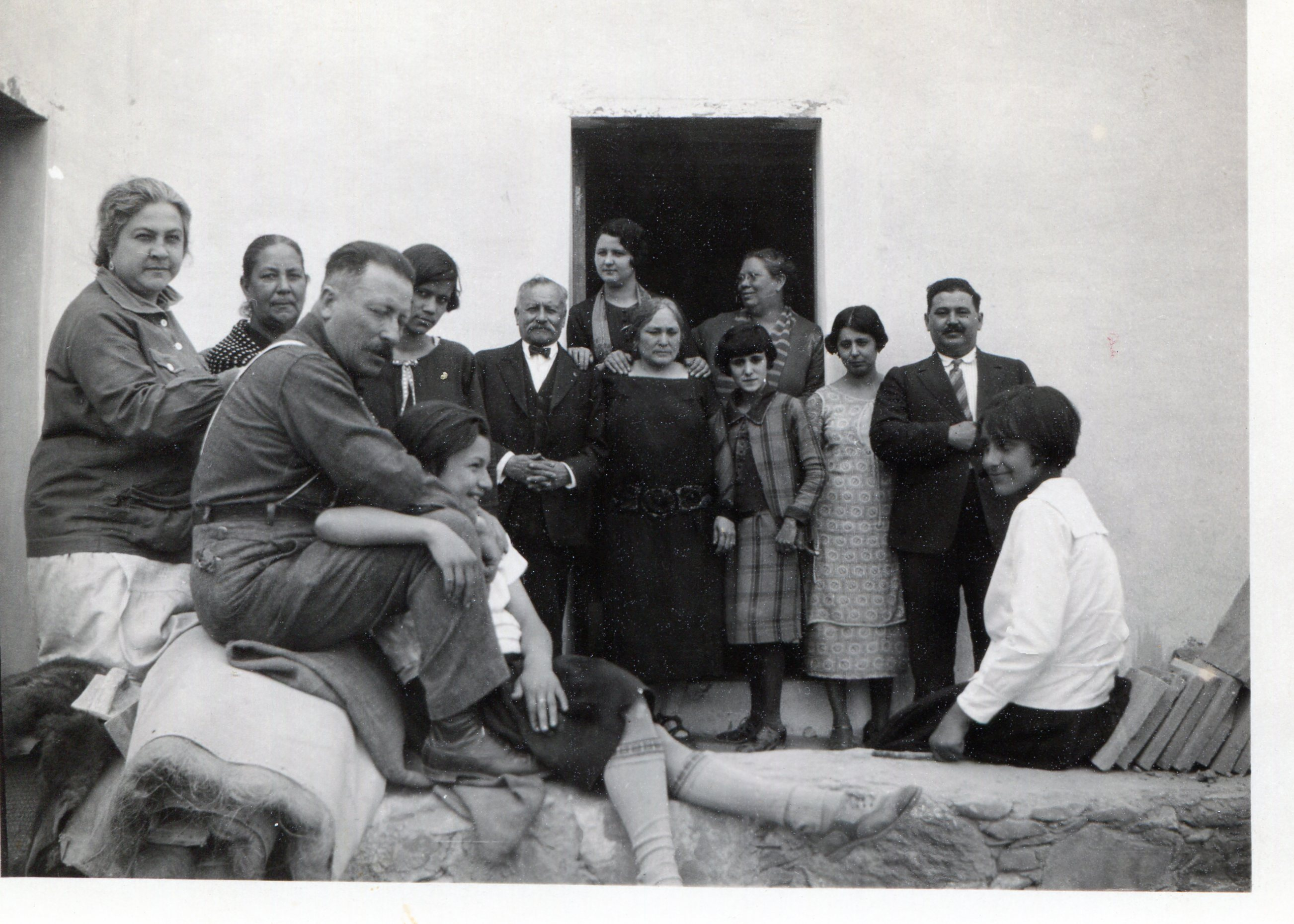
Disfrutando del clima de Saltillo, en compañía de amistades.

En 1913 se unió a la Revolución Constitucionalista, con el grado de capitán 2.º de Artillería. En 1916 combatió a los villistas como jefe de artillería del Bravo. En 1917 fue designado oficial mayor de la Secretaría de Guerra y Marina. En el mismo año fue ascendido a general brigadier. Se unió al Plan de Agua Prieta en 1920, y fue nombrado por Álvaro Obregón jefe del Estado Mayor. Diseñó, junto con Carlos Prieto, el modelo de cañón que usaron las fuerzas revolucionarias durante toda la campaña. Participó en las batallas de Salinas, Victoria, Terán, Linares y Monterrey. Combatió en Victoria y en Tampico, Tamaulipas. Permaneció fiel a Venustiano Carranza en la escisión de este con Francisco Villa.

## PNR-PRI y gobernador de Coahuila
Fue fundador y primer presidente del Partido Nacional Revolucionario, antecesor del Partido Revolucionario Institucional, creado el 4 de marzo de 1929 en la ciudad de Querétaro.[cita requerida]
Fue nombrado Gobernador provisional de Coahuila en abril de 1923. Durante los años 1923 y 1924 fue secretario de Industria y Comercio. Regresó a Coahuila como candidato a gobernador, y resultó elegido para el periodo 1925-1929. Durante su administración fortaleció los cuadros políticos del Estado conjugando intereses de grupos obregonistas y carrancistas, y apoyó a los maestros asegurando sus salarios y mejores prestaciones. 

## Otros cargos
Fue Secretario de Fomento y Agricultura durante el gobierno de Pascual Ortiz Rubio entre 1930 y 1931.

## Precandidato a la presidencia de México
En 1933 fue senador de la República por Coahuila. También fue precandidato a la presidencia de México, y allí fue contrincante del general Lázaro Cárdenas. En la Convención realizada en 1933 que designó al general Lázaro Cárdenas candidato a la Presidencia de la República, la Asamblea Nacional del PNR le otorgó un prolongado y entusiasta aplauso como reconociendo sus méritos políticos. 

## Servicio diplomático
Al no alcanzar este propósito de la nominación presidencial, ingresó en el servicio diplomático como embajador de México en Chile, España (1935-1936), en Portugal (1935-1937) y Turquía.
Mientras fue embajador de México en España en 1936, se inició la guerra civil. Él y su cuerpo diplomático salvaron muchas vidas porque ordenó otorgar el asilo en la embajada mexicana en Madrid.
En 1940 fundó el Partido Nacional Anticomunista. Gozó de la confianza y apoyo del general Plutarco Elías Calles.

## Fallecimiento
Murió en la ciudad de Nueva Rosita, Coahuila el 29 de abril de 1945. En Piedras Negras se erigió una estatua en su honor, ubicada en los cruces de las avenidas Manuel Pérez Treviño y Martínez, a la altura de la colonia Esfuerzo Nacional. Varias avenidas de esa ciudad y de Saltillo llevan su nombre.[cita requerida]
- Datos: Q466541
- Multimedia: Manuel Pérez Treviño / Q466541